# Marmaroglypha nicobarica
Marmaroglypha nicobarica là một loài bọ cánh cứng trong họ Cerambycidae.